# Snap Inc.
Snap Inc. es una empresa tecnológica y de cámaras estadounidense, fundada el 16 de septiembre de 2011 por Evan Spiegel y Bobby Murphy con sede en Venice (California). Tiene cuatro productos: Snapchat, Spectacles, Bitmoji y Zenly. La compañía se denominó originalmente Snapchat Inc. desde su creación, pero fue rebautizada el 24 de septiembre de 2016 como Snap Inc. con el fin de incluir Spectacles bajo una sola compañía.
El 2 de marzo de 2017, la compañía empezó a cotizar en la Bolsa de Nueva York sin derecho a voto, lo que supone que los inversores tienen nulo control sobre el gobierno corporativo. La dura competencia de Instagram, filial de Facebook, y el plagio de las funciones originales de Snapchat en sus productos, han producido abultadas pérdidas en la cotización de la empresa, que se han acrecentado con despidos en la plantilla, abandono de directivos, fracaso en las ventas de Spectacles y un rediseño de Snapchat en mayo de 2018 que produjo un fuerte descontento entre los usuarios de la aplicación. A pesar de haber perdido más de 10.000 millones de dólares desde su debut en bolsa con 17$ por acción, la compañía ha seguido creciendo en número de usuarios globales. El 10 de octubre de 2018 la cotización alcanzó mínimos históricos, con valores de 6,6$ por acción, perdiendo más de un 50% de su valor en el año. Un día después, la compañía anunciaba Snap Originals, un intento de seguir la estela de Netflix, creando programas y series propias para recuperar usuarios.